# 赛塔·他威信
賽塔·塔維辛（皇家轉寫：Settha Thawisin， 發音：[sèːt.tʰǎː tʰā.wīː.sǐn] ⓘ，暱稱Nid（皇家轉寫：Nit），1962年2月15日—），祖籍福建省漳州市海澄縣。第30任泰國總理、泰國房地產大亨、政治人物、尚思瑞集團共同創辦人之一暨前總裁，2023年8月起就任泰國總理兼財政部長。他是泰國前總理他信·欽那瓦和英叻·钦那瓦的親信，與他信的女兒佩通坦·欽那瓦以及前總檢察長猜卡森·尼迪西里同為為泰黨2023年泰国总理人選，於8月22日當選。2024年8月14日，賽塔被泰国宪法法院以5比4的票數裁定其人事任命違反道德規範，即時解除總理職務。

## 早期生涯
赛塔于1962年2月15日出生於一个泰國曼谷的华裔家庭，祖籍福建漳州海澄縣（今龍海區），祖上姓高。他在朱拉隆功大學獲得土木工程學士，後前往美國麻省大學修讀經濟學士，再於克萊蒙研究大學修讀工商管理碩士。

## 商界經歷
1986年畢業後，賽塔在宝洁當了四年的助理產品經理。1988年，他與其他人合辦尚思瑞，這家公司其後成長為泰國房地產行業的龍頭企業，旗下共有400多個建案。
COVID-19疫情期間，在賽塔的帶領下，尚思瑞發展勢頭依舊強勁。2020年，尚思瑞以每泰坪（約合4平方米、1.2坪）390萬泰銖的價格，買下了首都曼谷沙拉信路靠近倫披尼公園轉角處的一幅土地，刷新了泰國土地成交價的歷史紀錄。同年，該公司收購了XSpring資本公共有限公司（XSpring Capital Public Company Limited）15%的股權。由於泰國選舉法規定競選公職人員不能持有公司或擔任公司股東，社他於2023年3月8日將個人持有的全部股份，包括XSpring全部股份和尚思瑞的4.4%股權，全部轉讓給女兒查娜達·塔維辛（Chanada Thavisin）。
2023年8月17日，前泰國眾議院議員楚威·甲蒙威西向泰國皇家警察總部副局長素拉差·哈班舉報，指控社他2019年在曼谷購地的時候涉嫌避稅，要求徹查事件。賽塔指控楚威的言論純屬造謠，向法院起訴，索償5億泰銖。

## 從政經歷

### 當選總理
由於2023年泰国众议院选举中得票最多的前進黨領袖披塔·林乍伦拉未能通過在7月13日舉行的總理提名投票，並於7月19日的投票中失去競逐總理職位的資格，他把組閣權交給得票第二多的为泰党，而社他一直被視為是為泰黨的熱門總理人選。7月19日，他宣布如果被為泰黨選中，他會準備出任總理，並表示不會支持修改《冒犯君主法》。 8月2日，為泰黨正式提名社他角逐總理。8月22日，泰国国会举行第三次总理选举，为泰党为首的11党联盟共同提名社他为总理候选人。泰國国会兩院随后进行投票，社他获得超过半数国会议员支持，当选新一任泰国总理，並於9月5日宣誓就職。

### 罷免
2024年4月，赛塔進行內閣改組，但部分參議員質疑赛塔任命曾因罪入獄的披集擔任總理辦公室部長。儘管披集在不久後即請辭，但有40名參議員向泰国宪法法院陳情，要求法院裁定赛塔及披集是否涉嫌違憲。
2024年8月14日，泰国宪法法院以5:4的票數就现任赛塔任职案宣吿判决结果，憲法法院裁定該年内阁重组中對披集的任命屬違憲，总理赛塔有直接责任，須终止职务。

## 個人生活
其妻子帕披莱·他威信是抗衰老藥專家，兩人育有兩子一女。同時是泰國第一位左撇子以及歷來身高最高（1.92米）的總理。

## 外部連結
- 赛塔·他威信的Facebook專頁

| 泰國政府职务       | 泰國政府职务                         | 泰國政府职务                                       |
| ------------------ | ------------------------------------ | -------------------------------------------------- |
| 前任： 巴育·占奥差 | 泰國首相 2023年8月22日—2024年8月14日 | 繼任： 普坦·威乍耶猜（代理） 佩通坦·欽那瓦（正任） |